# 普萊森特希爾 (阿肯色州加蘭縣)
普萊森特希爾（英語：Pleasant Hill）是位於美國阿肯色州加蘭縣的一個非建制地區。該地的面積和人口皆未知。

## 地理
普萊森特希爾的座標為34°27′20″N 93°09′42″W / 34.45556°N 93.16167°W，而該地的平均海拔高度為161米（即528英尺）。